# Wernhard von Marsbach

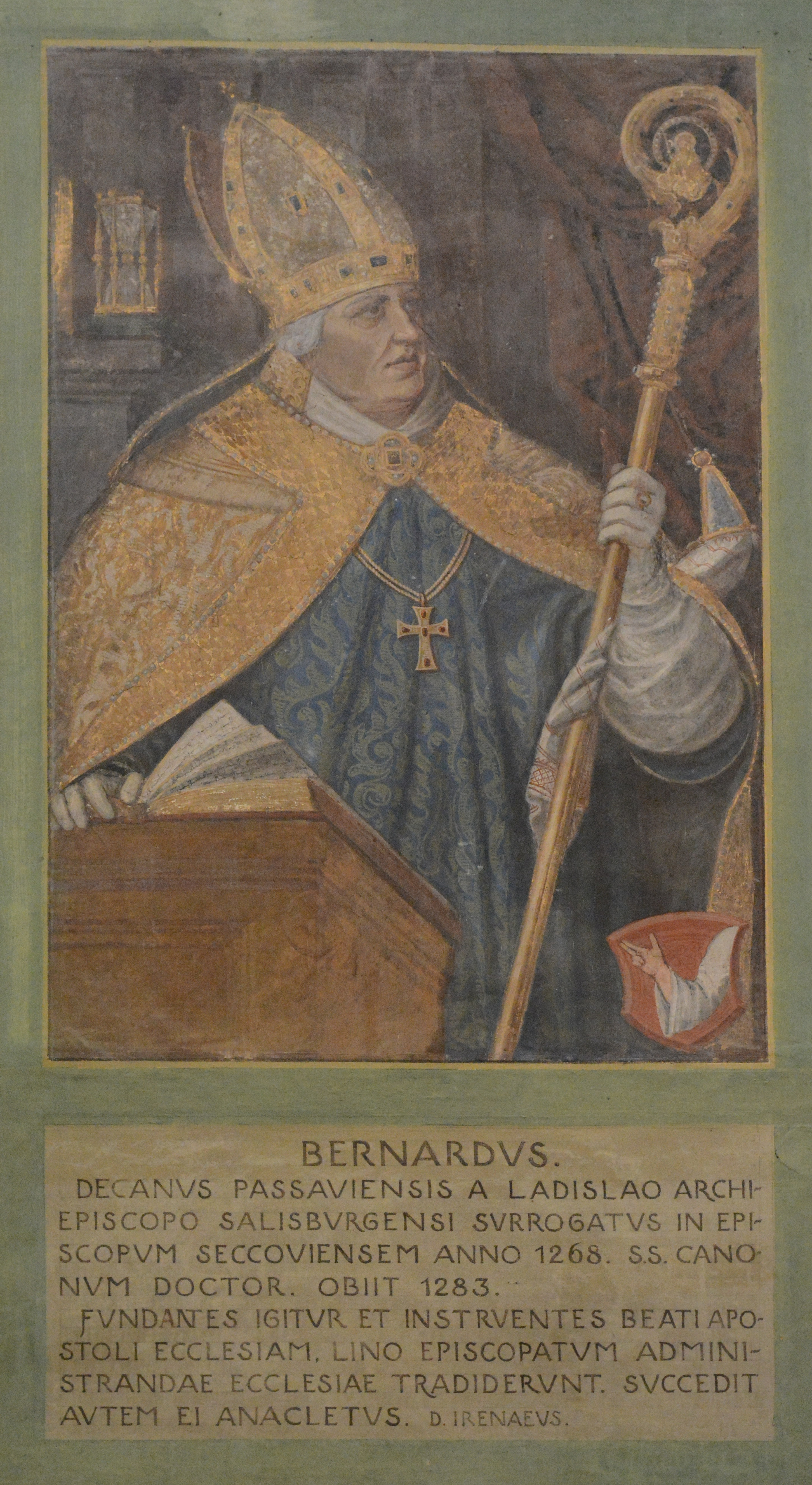
Halbfigurenportrait Bischof Wernhard von Marsbach, Basilika Seckau, Bischofskapelle (Darstellung um 1595)

Wernhard von Marsbach († 19. oder 20. Januar 1283) war Bischof von Seckau.

## Leben
Wernhard von Marsbach wurde als Sohn eines Lehensmannes des Hochstiftes Passau geboren. Er studierte in Padua, war von 1242 von 1264 Domherr und 1267 bis 1268 Domdechant von Passau und Lehrer für kanonisches Recht.
Nach dem Tod von Bischof Ulrich wurde 1268 er als Kandidat des böhmischen Königs Ottokar II. durch den Salzburger Erzbischof Wladislaw von Schlesien zu dessen Nachfolger ernannt. Als Parteigänger Ottokars konnte Wernhard seine guten Beziehungen in den Dienst des Bistums stellen. 1269 stellt Ottokar Seckau unter seinen besonderen Schutz.
Im Jahr 1270 war Wernhard mit dem neuen Erzbischof Friedrich von Walchen am Abschluss des Waffenstillstandes zwischen König Ottokar und dem ungarischen König Stephan V. beteiligt. Mehrfach wurde er als Schiedsrichter in strittigen Fragen bestellt. 1273 war er als Gesandter Ottokars bei der Wahl des deutschen Königs in Frankfurt anwesend, am Konzil von Lyon erhielt er jedoch den Auftrag Ottokar zur Anerkennung Rudolfs von Habsburg zu bewegen. 1275 hielt Wernhard in Augsburg eine Rede gegen Rudolf und dessen Wähler, die große Empörung hervorrief. Über Ottokar wurde die Reichsacht verhängt und Wernhard musste aus Augsburg fliehen. Erst als 1276 die Herrschaft Ottokars zusammenbrach, wandte sich Wernhard Rudolf von Habsburg zu, seine zuvor antihabsburgische Haltung war jedoch ein Schaden für sein Bistum. 1277 besiegelte er den Freundschaftsvertrag zwischen Rudolf und dem Ungarnkönig Ladislaus IV., 1282 bezeugte er in Augsburg die Belehnung von Rudolfs Söhnen Albrecht I. und Rudolf II. mit Österreich und der Steiermark.
Bischof Wernhard verstarb auf der Rückreise vom Reichstag in Augsburg und wurde vermutlich in der Basilika Seckau beigesetzt. Seine Grabstätte ist nicht erhalten.